# ジェラルメ国際ファンタスティカ映画祭
ジェラルメ国際ファンタスティカ映画祭(Fantastic'Arts,festival du film fantastique à Gérardmer)はフランスで開催されるファンタジー・スリラー・ホラー専門の国際映画祭である。1993年に終了したアボリアッツ国際ファンタスティック映画祭が前身となり1994年から開催。1996年からはフランスのジェラルメで毎年1月の終わりから2月の初めにかけて開かれている。
2003年には日本人で初めて中田秀夫の『仄暗い水の底から』がグランプリを受賞した。

## グランプリ受賞歴
- 1994年　白髪魔女伝（ロニー・ユー、香港）
- 1995年　乙女の祈り（ピーター・ジャクソン、ニュージーランド）
- 1996年　ビースト 獣の日（アレックス・デ・ラ・イグレシア、スペイン）
- 1997年　スクリーム（ウェス・クレイヴン、アメリカ）
- 1998年　ファングルフ/月と心臓（アンソニー・ウォラー、アメリカ）
- 1999年　CUBE（ヴィンチェンゾ・ナタリ、カナダ）
- 2000年　エコーズ（デヴィッド・コープ、アメリカ）
- 2001年　トマ@トマ（ピエール＝ポール・ランデル、ベルギー）
- 2002年　ファウスト5.0（アレックス・オレ / カルロス・パドリサ / イシドロ・オルティス、スペイン）
- 2003年　仄暗い水の底から（中田秀夫、日本）
- 2004年　箪笥（キム・ジウン、韓国）
- 2005年　トラブル（ハリー・クレヴェン、フランス／ベルギー）
- 2006年　エイリアン パンデミック（ビリー・オブライエン、アイルランド）
- 2007年　厄介な男…からっぽな世界の生き方（イエンス・リエン、ノルウェー）
- 2008年　永遠のこどもたち（フアン・アントニオ・バヨナ、スペイン／メキシコ）
- 2009年　ぼくのエリ 200歳の少女（トーマス・アルフレッドソン、スウェーデン）
- 2010年　ザ・ドア 交差する世界（アノ・サオル、ドイツ）
- 2011年　ビー・デビル（チャン・チョルス、韓国）
- 2012年　チャイルドコール 呼声（ポール・シュレットアウネ、ノルウェー）
- 2013年　Mama（アンディ・ムスキエティ、スペイン／カナダ）
- 2014年　Miss ZOMBIE（SABU、日本）
- 2015年　イット・フォローズ（デヴィッド・ロバート・ミッチェル、アメリカ）
- 2016年　トマホーク ガンマンvs食人族（S・クレイグ・ザラー、アメリカ）
- 2017年　Raw（ジュリア・デュクルノー、フランス／ベルギー）
- 2018年　ゴーストランドの惨劇（パスカル・ロジェ、カナダ／フランス）
- 2019年　パペット・マスター 最悪の帝国（ソニー・ラグナ、アメリカ）
- 2020年　セイント・モード/狂信（ローズ・グラス、イギリス）
- 2021年　ポゼッサー（ブランドン・クローネンバーグ、カナダ／イギリス）
- 2022年　ハッチング -孵化-（ハンナ・ベルイホルム、フィンランド/スウェーデン）
- 2023年　劇場未公開　La Piedad（エドゥアルド・カサノバ、スペイン）
- 2024年　スリープ　（ユ・ジェソン、韓国）
- 2025年　劇場未公開　In a Violent Nature（クリス・ナッシュ、カナダ）